# Cristina Bertato
Cristina Bertato (Spinea, 12 gennaio 1965) è un'ex cestista italiana.
Playmaker di 170 cm, ha giocato in Serie A1 con Spinea e Priolo Gargallo.

## Carriera
È giunta alla Polenghi Priolo proveniente dallo Spinea. Con le priolesi disputa anche la Coppa Ronchetti. In seguito va alla Cestistica Ragusa, mentre nell'estate 1989 dovrebbe passare alla Gymnasium Agrigento, società in cui tuttavia non giocherà.

## Statistiche
Statistiche aggiornate al 30 giugno 1988
| Stagione        | Squadra           | Campionato      | Campionato | Campionato | Coppe continentali | Coppe continentali | Coppe continentali | Totale | Totale |
| Stagione        | Squadra           | Comp            | Pres       | Punti      | Comp               | Pres               | Punti              | Pres   | Punti  |
| --------------- | ----------------- | --------------- | ---------- | ---------- | ------------------ | ------------------ | ------------------ | ------ | ------ |
| 1980-1981       | Mazzorato Spinea  | A1              | 19         | 10         | -                  | -                  | -                  | 19     | 10     |
| 1981-1982       | Pepper Spinea     | A1              | 6          | 2          | -                  | -                  | -                  | 6      | 2      |
| 1982-1983       | Pepper Spinea     | A1              | 28         | 32         | -                  | -                  | -                  | 28     | 32     |
| 1983-1984       | Pepper Spinea     | A1              | 23         | 54         | -                  | -                  | -                  | 23     | 54     |
| 1984-1985       | Filcrosa Spinea   | A1              | 2          | 0          | -                  | -                  | -                  | 2      | 0      |
| 1985-1986       | Spinea            |                 |            |            | -                  | -                  | -                  |        |        |
| 1986-1987       | Trogylos Priolo   | A1              | 31         | 50         | CR                 | 3                  | 4                  | 34     | 54     |
| 1987-1988       | Trogylos Priolo   | A1              | 29         | 33         | CR                 | 3                  | 10                 | 32     | 42     |
| 1988-1989       | Cestistica Ragusa | B               |            |            | -                  | -                  | -                  |        |        |
| Totale carriera | Totale carriera   | Totale carriera | 138        | 181        |                    | 6                  | 14                 | 144    | 195    |